# Kanton Bourg-en-Bresse-1
Bourg-en-Bresse-1 is een kanton van het Franse departement Ain. Het kanton maakt deel uit van het arrondissement Bourg-en-Bresse en telde 35.368 inwoners in 2018.
Het kanton werd gevormd ingevolge het decreet van 13 februari 2014 met uitwerking op 22 maart 2015.

## Gemeenten
Het kanton omvat de volgende gemeenten:
- Bourg-en-Bresse (centraal en noordelijk deel)
- Viriat